# Cadillac Fleetwood Eldorado (1967–1970)
Der Cadillac Fleetwood Eldorado der Modelljahre 1967 bis 1970 ist ein Personal Luxury Car der zum US-amerikanischen General-Motors-Konzern gehörenden Automarke Cadillac. Das in der Kurzform zumeist nur „Eldorado“ genannte Coupé war das erste Modell der Marke, das mit Frontantrieb ausgestattet war, und zugleich einer der ersten in großer Serie gefertigten Frontantriebswagen der Oberklasse. Das Auto gilt heute als Stilikone. Sein außergewöhnliches Design entstand unter der Leitung von Bill Mitchell; es gilt als eine seiner besten Arbeiten.

## Hintergrund: Die Eldorado-Baureihe
Die Eldorado-Baureihe war seit 1953 regelmäßiger Bestandteil der Modellpalette Cadillacs. Sie ging auf ein im Sommer 1952 präsentiertes Showcar namens El Dorado Golden Anniversary zurück, mit dem die Marke ihr 50-jähriges Bestehen feierte. Nach dem Vorbild dieses Einzelstücks, das nach dem legendären Goldland Südamerikas benannt war, entwickelte Cadillac ein offenes zweitüriges Serienmodell, das besonders hochwertig ausgestattet und oberhalb des regulären Cadillac Series 62 Convertible positioniert war. 1956 ergänzte Cadillac die Eldorado-Reihe um ein zweitüriges Hardtop Coupé namens Eldorado Seville, und 1957 kam die extrem teure Limousine Eldorado Brougham hinzu. Die Eldorado-Familie nahm die Spitzenposition bei General Motors ein.  Obwohl sich das Eldorado Cabriolet, das – je nach Modelljahr – zwischen 1.500 und 3.500 US-$ teurer war als die regulären Cadillac-Cabriolets, sich nur in geringen Stückzahlen verkaufte, zog es als besonders hochwertiges und attraktives Modell die Kunden zu den Händlern und half so, den Absatz der Standard-Cadillacs zu erhöhen.
Zu Beginn der 1960er-Jahre verlor die Eldorado-Familie ihre Strahlkraft. Mit Ablauf des Jahres 1960 stellte Cadillac den exklusiven Eldorado Brougham, der wirtschaftlich ein Verlustgeschäft gewesen war, ersatzlos ein. Bereits ein Jahr zuvor hatte das reguläre Eldorado Convertible seine Eigenständigkeit verloren. In Anwendung des Badge-Engineering-Konzepts teilten die nun Eldorado Biarritz (bis 1965) bzw. Fleetwood Eldorado (1966) genannten Autos nicht nur die Technik, sondern auch die Karosserie mit Cadillacs Standard-Cabriolets, zu dessen besser ausgestatteter Luxusvariante sie wurden. Die Jahresproduktion lag in den 1960er-Jahren regelmäßig im unteren vierstelligen Bereich; abgesehen von den letzten beiden Modelljahren entstanden jährlich nur etwas mehr als 1000 Eldorados.
Mit Ablauf des Modelljahrs 1966 stellte Cadillac die Produktion des hinterradgetriebenen Fleetwood Eldorado ein. Zum Modelljahr 1967 kam es zu einer Neuausrichtung des Eldorado. Er wurde technisch und stilistisch von Cadillacs Standardmodellen gelöst und zu einem gänzlich eigenständigen Oberklassecoupé weiterentwickelt. Zur technischen Neupositionierung des Modells gehörte die Hinwendung zum Frontantrieb, der in dieser Klasse ein Novum darstellte. Der Eldorado dieser Generation war – wie alle nachfolgenden Generationen ebenfalls – mit dem Oldsmobile Toronado verwandt.

## Entstehungsgeschichte

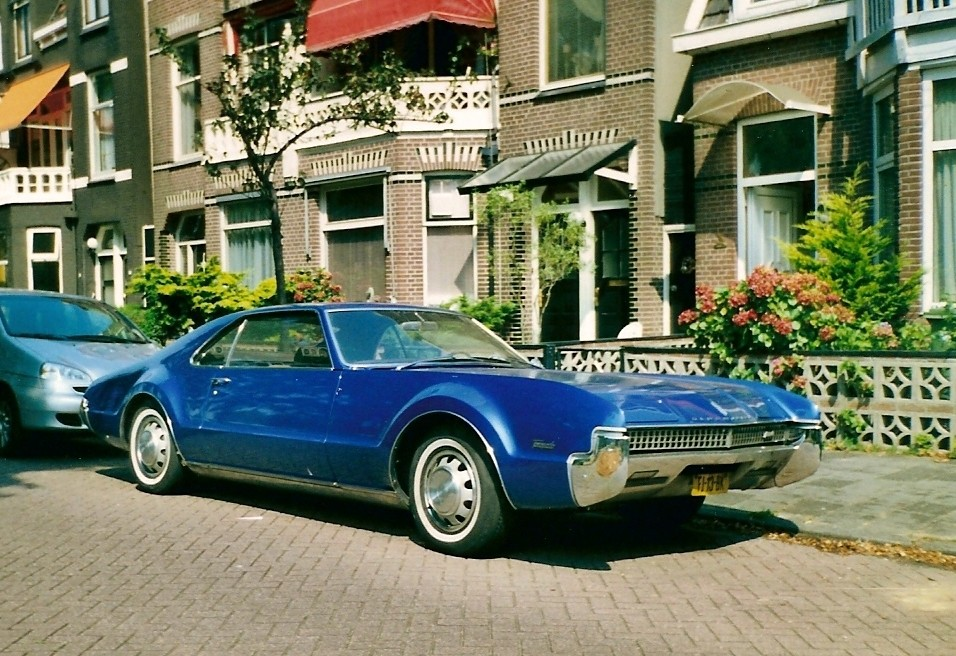
Technisch eng mit dem Eldorado verbunden: Oldsmobile Toronado

Die Entwicklung des neuen Eldorado begann bereits 1959. Nach anfänglichen Überlegungen sollte er die Marktnische des exklusiven Eldorado Brougham neu besetzen. Anfängliche Studien der Cadillac-Designer sahen den neuen Eldorado in erster Linie als zweisitziges Coupé mit sehr langer Motorhaube und weit zurückgesetzter Fahrgastzelle; zeitweise gab es auch Überlegungen für den Einsatz eines V16-Motor, der allerdings nicht realisiert wurde.
Nach einer dreijährigen Phase der Konzeptionierung fiel 1962 die Entscheidung für die Umstellung von Heck- auf Frontantrieb. Damit sollte die Eigenständigkeit des Eldorado, die in den frühen 1960er-Jahren zunehmend verloren ging, unterstrichen werden. Zuvor war bereits die Entwicklung eines Frontantriebsmodells für die Schwestermarke Oldsmobile beschlossen worden, die im 1966 vorgestellten Oldsmobile Toronado mündeten. Im Sommer 1963 fasste General Motors die technische Entwicklung des Oldsmobile und des Cadillac zusammen. Dementsprechend hatten beide Modelle im Ergebnis die gleiche Technik. Cadillacs Ingenieure nahmen allerdings Detailveränderungen vor, die nach Ansicht von Beobachtern dazu führten, dass das Handling des Eldorado besser war als das des Toronado.
Der neue Eldorado wurde, anders als seine Vorgänger, ausschließlich als Coupé entwickelt. Eine alternative Cabrioletversion war nicht in Planung.
Der Karosserieentwurf wird dem damaligen GM-Designchef Bill Mitchell zugeschrieben; er gilt als eine seiner besten Arbeiten für General Motors. Tatsächlich leistete Mitchell selbst kaum Beiträge zum Design. Die Form des Eldorado wurde im Wesentlichen von Stan Parker und Charles „Chuck“ Jordan entwickelt. Bereits die ersten Entwurfe aus dem Jahr 1960, die noch für ein Dream Car mit einem Zwölf- oder Sechzehnzylindermotor entstanden waren, legten mit einer sehr langen Motorhaube, einem knappen Fahrgastabteil und einem kurzen Heck die Proportionen des späteren Serienmodells fest. Das Konzeptfahrzeug XP-825 vom Sommer 1964 entsprach dann in nahezu allen Details der späteren Serienkarosserie.
Als Bezeichnung des neuen Modells war anfänglich der Name LaSalle im Gespräch, der bereits von 1927 bis 1940 für eine Tochtermarke Cadillacs verwendet worden war. Gegen die Wiederbelebung dieses Namens sprach letztlich, dass diese LaSalle-Reihe seinerzeit in einem Marktsegment unterhalb von Cadillac angesiedelt gewesen war, sodass ein Widerspruch zu der beabsichtigten Positionierung des neuen Modells in der Oberklasse befürchtet wurde. Letztlich führte das zur Fortsetzung des etablierten Namens Eldorado, der durch den Zusatz „Fleetwood“ weiter aufgewertet wurde.
Der Eldorado konkurrierte auf dem heimischen Markt mit dem Continental Mark III, einem Oberklassecoupé des Ford-Konzerns, das von Lincoln vertriebenen wurde. Beide Fahrzeuge hatten annähernd gleiche Preise; im Gegensatz zum Eldorado hatte der Continental Mark III aber konventionelle Antriebstechnik.

## Modellbeschreibung

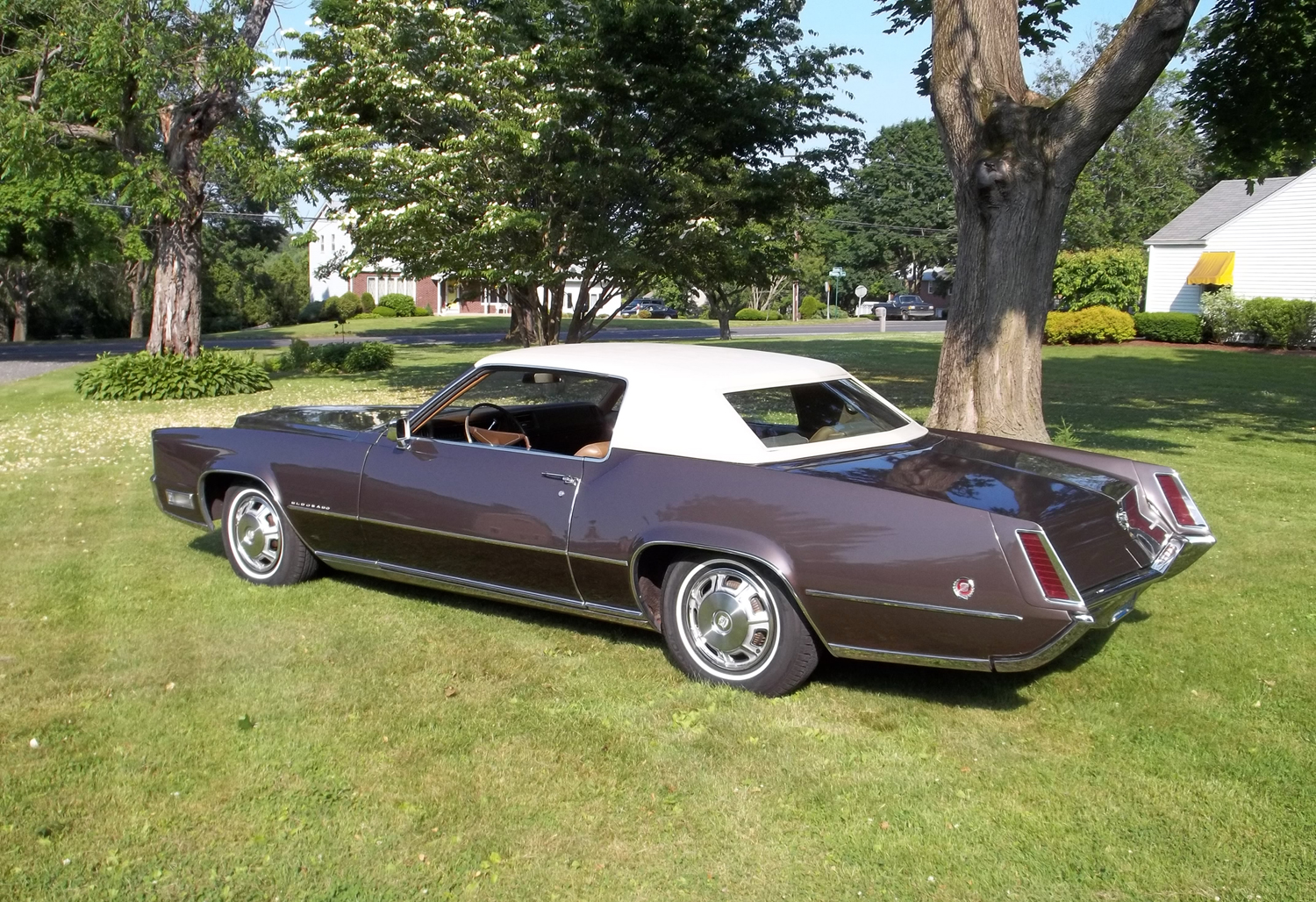
„Razor Edge Design“

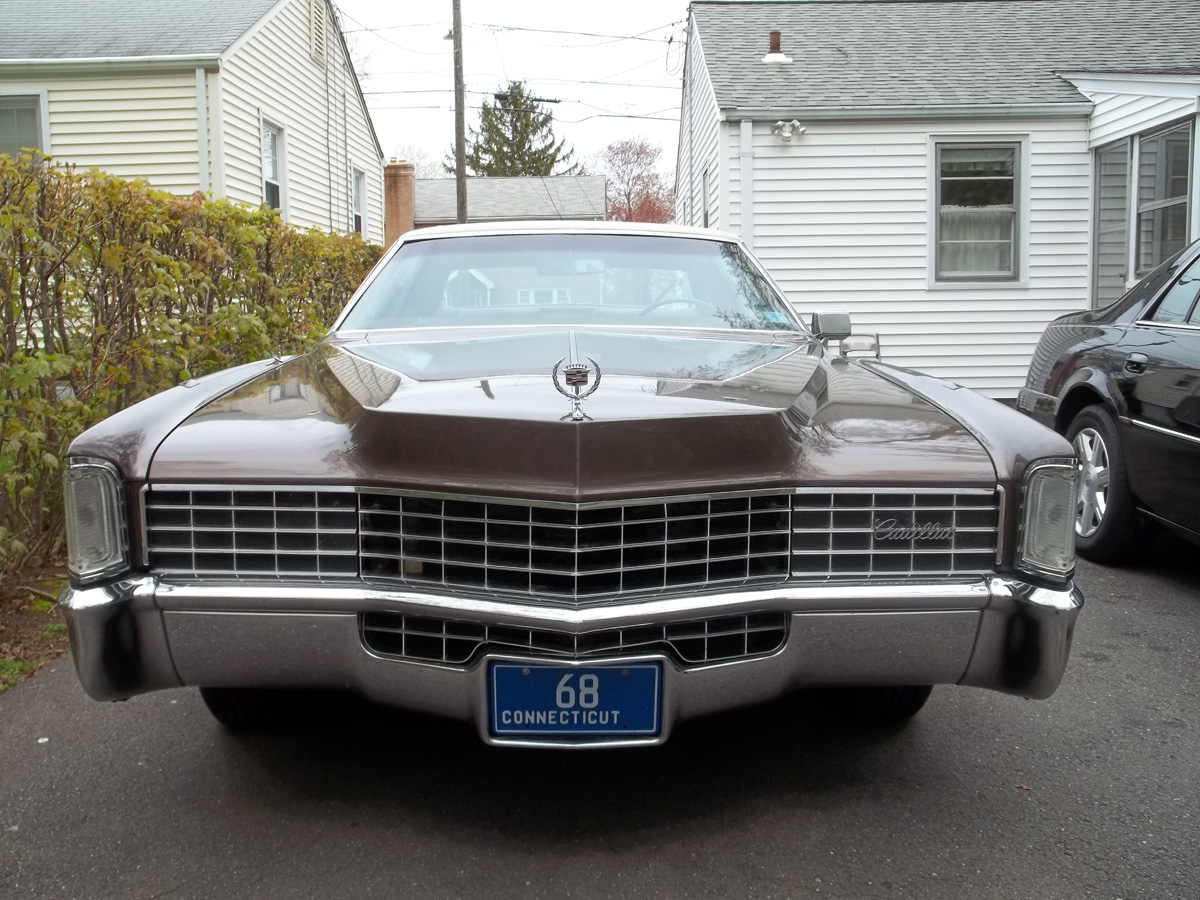
Verdeckte Scheinwerfer (1967 und 1968)

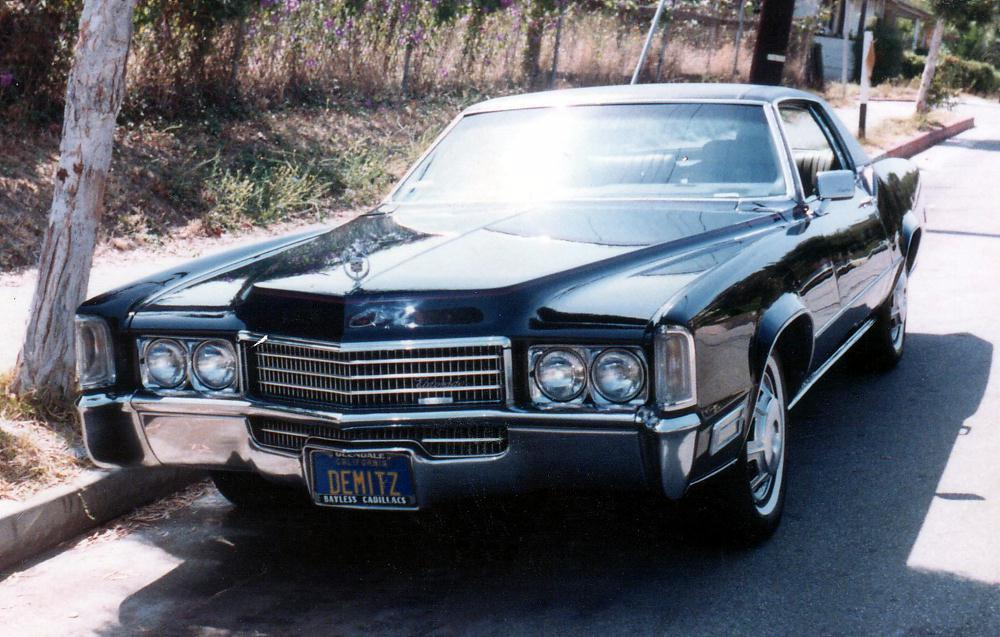
Ab 1969: Offene Scheinwerfer

### Fahrwerk
Das Fahrwerk des Eldorado entsprach in seinen Grundzügen dem des Oldsmobile Toronado. Er hatte den seinerzeit bei General Motors üblichen Kastenrahmen mit einem für Cadillac ungewöhnlich kurzen Radstand von 3.048 mm. Die Vorderräder beider Modelle waren einzeln an Querlenkern mit Drehstabfedern und Teleskopstoßdämpfern aufgehängt. Hinten hatte der Eldorado eine Starrachse mit halbelliptischen Blattfedern und insgesamt vier Stoßdämpfern. Anders als der Toronado, der zunächst rundum mit Trommelbremsen ausgestattet war, hatte der Cadillac von Anfang an vordere Scheibenbremsen. Die Servolenkung hatte eine variable, vom Lenkeinschlag abhängige Übersetzung.

### Antrieb
Als Motor wurden ausschließlich Achtzylindermotoren verwendet. Im Laufe des Produktionszyklus kamen unterschiedliche Motoren zum Einsatz:
- Im ersten Modelljahr war es ein 7.024 cm³ (429 Kubikzoll) großer Achtzylinder-V-Motor mit 340 SAE-Brutto-PS.
- 1968 und 1969 kam eine auf 7.729 cm³ (472 Kubikzoll) vergrößerte Version dieses Motors zum Einsatz, die 375 SAE-Brutto-PS leistete.
- 1970 erhielt der Eldorado exklusiv einen neuen Achtzylindermotor mit 8.194 cm³ (500 Kubikzoll) Hubraum. Es war der größte in Serie produzierte Pkw-Motor der Nachkriegszeit.[16][Anm. 5] Seine Leistung betrug 400 SAE-Brutto-PS.

In den Modelljahren 1967 bis 1969 teilte der Eldorado die Motoren mit den übrigen – heckgetriebenen – Cadillac-Modellen. Für den Einsatz im frontgetriebenen Eldorado waren allerdings einige Änderungen nötig. Sie betrafen die Ölwanne, die Auspuffanschlüsse und die Befestigungen des Motors. Die Kraft übertrug in allen Fällen ein automatisches, Hydra-Matic genanntes Dreiganggetriebe, das seitlich neben dem Motor installiert war. Motor und Getriebe waren über Ketten miteinander verbunden.

### Karosserie
Zu den besonderen Gestaltungsmerkmalen des Eldorado gehörten klare, gerade Linien mit scharfen Winkeln, die rückblickend als Razor Edge Design („Rasierkantendesign“) bezeichnet wurden. Die Türen waren sehr lang, das daran anschließende hintere Seitenfenster hingegen schmal. Die trapezförmige C-Säule, die sich über einem markenten Knick in der Gürtellinie befand, war wiederum breit. An der Frontpartie waren Scheinwerfer installiert, die im Ruhezustand hinter einer Klappe verdeckt waren und deren äußere Gestaltung das Muster des Kühlergrills fortsetzte. Dadurch entstand der Eindruck, als reiche der Kühlergrill über die gesamte Frontpartie. Nach zwei Jahren entfiel die Scheinwerferabdeckung; an ihre Stelle traten permanent sichtbare Doppelscheinwerfer.

## Produktion
Die Karosserie des Eldorado entstand zunächst im Fleetwood-Werk in Detroit. Zum Modelljahr 1969 verlegte Cadillac die Produktion in die Anlagen von Fisher in Euclid, Ohio.
Die Serienproduktion begann im Sommer 1966. Bei der Markteinführung kostete der Eldorado 6.277; US-$. Er war damit teurer als jeder Cadillac Calais und DeVille, aber geringfügig günstiger als die viertürigen Limousinen der Series 60. Ein Oldsmobile Toronado, der eine vergleichbare Antriebstechnik hatte, war etwa 1.500; US-$ günstiger. Die Preise des Eldorado stiegen in den Folgejahren auf 6.605; US-$ (1968), 6.711; US-$ (1969) und 6.903; US-$ (1970). 1967/68 betrug der Preis für einen Eldorado in Deutschland 39.600 DM. Zur gleichen Zeit kosteten ein Mercedes-Benz 300 SE Coupé 31.950 DM und ein Volkswagen 1300 (VW Käfer) 5.150 DM.
Der Eldorado war sofort erfolgreich. Im ersten Modelljahr entstanden annähernd 18.000 Fahrzeuge, 1968 waren es 24.5828, 1969 dann 23.333 und 1970, als der Eldorado exklusiv den 8,2 Liter großen Achtzylindermotor erhielt, schließlich 28.842 Autos.

## Technische Daten
| Cadillac Fleetwood Eldorado          | Cadillac Fleetwood Eldorado                 | Cadillac Fleetwood Eldorado                 | Cadillac Fleetwood Eldorado                 |
|                                      | 1967                                        | 1968–1969                                   | 1970                                        |
| ------------------------------------ | ------------------------------------------- | ------------------------------------------- | ------------------------------------------- |
| Motor:                               | Achtzylinder-Ottomotor V-Anordnung          | Achtzylinder-Ottomotor V-Anordnung          | Achtzylinder-Ottomotor V-Anordnung          |
| Hubraum:                             | 7.024 cm³ 429 Kubikzoll                     | 7.729 cm³ 472 Kubikzoll                     | 8194 cm³ 500 Kubikzoll                      |
| Bohrung × Hub:                       | 105 × 102 mm                                | 109× 103 mm                                 | 109,2 × 109,3 mm                            |
| Leistung:                            | 340 SAE-PS brutto                           | 375 SAE-PS brutto                           | 400 SAE-PS brutto                           |
| Gemischaufbereitung:                 | Doppel-Registervergaser (Rochester)         | Doppel-Registervergaser (Rochester)         | Doppel-Registervergaser (Rochester)         |
| Ventilsteuerung:                     | untenliegende Nockenwelle                   | untenliegende Nockenwelle                   | untenliegende Nockenwelle                   |
| Kühlung:                             | Wasserkühlung                               | Wasserkühlung                               | Wasserkühlung                               |
| Getriebe:                            | Automatisches Dreiganggetriebe              | Automatisches Dreiganggetriebe              | Automatisches Dreiganggetriebe              |
| Radaufhängung vorn:                  | Querlenker Federstäbe                       | Querlenker Federstäbe                       | Querlenker Federstäbe                       |
| Radaufhängung hinten:                | Starrachse Schraubenfedern                  | Starrachse Schraubenfedern                  | Starrachse Schraubenfedern                  |
| Bremsen:                             | vorne Scheibenbremsen hinten Trommelbremsen | vorne Scheibenbremsen hinten Trommelbremsen | vorne Scheibenbremsen hinten Trommelbremsen |
| Chassis:                             | Kastenrahmen                                | Kastenrahmen                                | Kastenrahmen                                |
| Karosserie:                          | Stahl                                       | Stahl                                       | Stahl                                       |
| Radstand:                            | 3048 mm                                     | 3048 mm                                     | 3048 mm                                     |
| Abmessungen (Länge × Breite × Höhe): | 5610 × 2030× 1365 mm                        | 5610 × 2030× 1365 mm                        | 5610 × 2030× 1365 mm                        |
| Leergewicht:                         | 2145 kg                                     | 2145 kg                                     | 2145 kg                                     |
| Höchstgeschwindigkeit:               | 192 km/h                                    |                                             |                                             |